# Puszyna
Puszyna est une localité polonaise située dans le powiat de Nysa en voïvodie d'Opole.

## Histoire
De 1743 à 1945, Puschine fait partie de l'arrondissement de Falkenberg-en-Haute-Silésie dans le district d'Oppeln au sein de la province de Silésie.